# Красновське сільське поселення (Ісетський район)
Красно́вське сільське поселення (рос. Красновское сельское поселение) — муніципальне утворення у складі Ісетського району Тюменської області, Росія.
Адміністративний центр — село Красново.

## Історія
Станом на 2002 рік селище Новикова перебувало у складі Шороховської сільради.

## Населення
Населення — 1197 осіб (2020; 1248 у 2018, 1335 у 2010, 1312 у 2002).

## Склад
До складу поселення входять такі населені пункти:
| Населений пункт       | Населення, осіб (2002) | Населення, осіб (2010) |
| --------------------- | ---------------------- | ---------------------- |
| Єршина, присілок      | 178                    | 177                    |
| Красново, село        | 539                    | 622                    |
| Кірсанова, присілок   | 90                     | 69                     |
| Новикова, селище      | 380                    | 347                    |
| Решетникова, присілок | 125                    | 120                    |